# Alfred de Bougy
Alfred de Bougy, (Alfred James Louis Joseph Bougy dit ), né à Grenoble le 5 novembre 1814 et mort à Thonon-les-Bains le 4 septembre 1871, est un bibliothécaire à la Sorbonne et un écrivain français .

## Biographie
Il est le fils de Joseph Bougy, banquier à Grenoble et de Sophie Eulalie Riban. Son père appartenait à une famille d'origine protestante que les guerres de religion avait dispersée et qui était anciennement connue à Genève avec Jacques de Bougy, bourgeois et conseiller de Genève au milieu du XVe siècle où Jacques de Bougy fut orfèvre en 1657. Selon Gustave Chaix d'Est-Ange, sa famille n'a aucun rapport avec la famille  homonyme de Bougy qui appartenait à la noblesse du Gâtinais.
Son père voulut le lancer dans la finance, mais il refusa de céder aux désirs de celui et dut quitter la maison paternelle. Il fut soldat pendant deux ans puis commença l'étude du droit sans plus de goût. Faché définitivement avec sa famille, il s'installe en 1839 à Lausanne, où sans ressources, il gagna sa vie en donnant des leçons de  français, de littérature et de violon. Là il renoua avec la tradition de sa famille en se faisant protestant.
La mort de son père lui ayant permis de se livrer à son penchant pour les lettres, il vint à Paris en 1840 où il s'essaya à l'écriture de feuilletons.
Sur lettres de recommandation de M. Albert du Boys, député de Grenoble, membre de l'Académie Delphinale qui comme lui écrivait dans la Revue du Dauphiné il obtint d'abord un modeste emploi dans une compagnie d'assurances.
En 1842, il obtient un poste de surnuméraire à la bibliothèque Sainte-Geneviève où il devint employé en 1844, puis en 1849 il entre à la bibliothèque de la Sorbonne où il sera sous-bibliothécaire.
Il écrivit de nombreux articles dans des périodiques parisiens mais aussi du Dauphiné, de la Savoie et de la Suisse ainsi que des poésies, des nouvelles, des livres sur les voyages qu'il faisait à pied et des romans sur fond historique et /ou rustique. La Suisse est très souvent présente dans ses œuvres car c'est un peu sa seconde patrie. On lui doit aussi des études sur la république de Saint-Marin et la principauté d'Andorre qui sont le résultat d'une des missions qui lui furent confiées par le ministre de l'Instruction publique. L'ouvrage qui en est résulté est préfacé par George Sand. En 1852, il lui avait envoyé son roman La Luizina dont l'histoire se déroule dans ces deux petites républiques ; très intéressée par leur expérience démocratique, elle lui avait demandé de lui envoyer tous ses travaux déjà publiés sur celles-ci. À la deuxième édition, La Luizina a pour titre La Vengeance du Bravo.
Il écrivit aussi une Histoire de la Bibliothèque Sainte-Geneviève qu'il dédia au ministre de l'Instruction publique qui lui avait permis d'être attaché à cette bibliothèque. Dans sa dédicace il résume ce qu'est, pour lui, la mission de l'historien : « [...] Après,la destruction physique vient fatalement la dispersion des souvenirs ; les ténèbres du temps s'épaississent ; la filiation des faits est interrompue ; il ne reste plus à l'avenir que des vestiges épars prêts à tomber en poussière : ce sont ces débris qu'il importe de sauver. » Il exprime le même souci dans la préface des Rimes gauloises.
Humaniste, il écrivit Le Supplice du bourreau, vigoureux plaidoyer contre la peine de mort qu'il dédia à Victor Hugo. 
Il s'insurgea déjà des conséquences destructrices du tourisme sur les régions touchées et qui ne donnent plus l'image vraie de leur charme.  
Il fut membre de la Société des gens de lettres.

## Décorations
- Nommé chevalier de l'ordre de Saint-Marin par diplôme du conseil de la République de Saint-marin, en récompense de ses divers travaux[4].
- Nommé chevalier de l'ordre des Saints-Maurice-et-Lazare (1864) par le roi d'Italie[4].

## Publications
- Le Tour du Léman, 1846 Texte en ligne
- Histoire de la bibliothèque Sainte-Geneviève, précédée de la chronique de l'abbaye, de l'ancien collège de Montaigu et des monuments voisins, d'après des documents originaux et des ouvrages peu connus, 1847 Texte en ligne
- Turlupinades à l'encontre des pédagogues et des cuistres de l'école du bon sens, 1847
- Évian et ses environs, province du Chablais en Savoie, rive gauche du lac Léman, 1852 Texte en ligne
- J.-J. Rousseau. Fragments inédits, suivi des Résidences de Jean-Jacques, 1853 Texte en ligne
- Un million de rimes gauloises, fleur de la poésie drolatique et badine depuis le XVe siècle, recueillie, annotée et précédée d'une préface par Alfred de Bougy, 1852 Texte en ligne
- Voyage dans la Suisse française et le Chablais, 1860 Texte en ligne
- Le Supplice du bourreau, sombre récit, 1864 Texte en ligne
- La Vengeance du bravo, 1865 Texte en ligne
- Légende, histoire et tableau de Saint-Marin, République du Mont Titan, préface de George Sand, 1865 Texte en ligne
- Les Bourla papei, ou Brûleurs de papiers, roman rustique vaudois, 1869. Réédition : Slatkine, Genève, 1988 Extraits en ligne

## Sources biographiques
- Adolphe Rochas avocat à Grenoble, Biographie du Dauphiné contenant l'histoire des hommes nés dans cette province, 1860 réédition Slatkine Genève 1971, p. 166
- Grande encyclopédie par une société de savants et gens de lettres, 1885
- Pierre Larousse, Grand Dictionnaire universel du XIXe siècle, vol. 2, 1867, p. 1078
- Registres d'état civil de la ville de Grenoble
- Registres paroissiaux de la paroisse Saint-Louis de Grenoble